# Bwrdd yr Iaith Gymraeg
Bwrdd yr Iaith Gymraeg (kymriska för Nämnden för det kymriska språket, Welsh Language Board på engelska) är ett walesiskt organ tillsatt 1993 av den brittiska regeringen för att främja det kymriska språket. Organet har bland annat som uppgift att utföra statliga undersökningar om språket och se till att offentliga myndigheter följer språklagarna.